# ماري دي كورتيناي
ماري دي كورتيناي (حوالي 1204 - سبتمبر 1228) كانت إمبراطورة نيقية، هي ابنة بيتر الثاني دو كورتيناي ويولاندا من فلاندرز، تزوجت تيودور الأول من نيقية، لاحقاً شغلت ماري منصب الوصاية على شقيقها الأصغر بلدوين الثاني ونصبت نفسها كـ إمبراطورة القسطنطينية.

## الأسرة والخلفية
كان والداها من الحكام الذين تعاقبوا على رئاسة الإمبراطورية القسطنطينية اللاتينية، بعد اختياره كإمبراطور في 1216، وفي 1217 في محاولته للوصول إلى القسطنطينية براً، أصبح أسيراً لدى تيودور كومنينيوس دوكاس، أمضى بقية حياته في الأسر، في حين وصلت والدتها يولاندا إلى القسطنطينية وتولت الحكم في الإمبراطورية، كانت والدتها بحكم القانون تعتبر الوصية على زوجها، ولكنها قضت وحدها تحكم منذ 1217 حتى 1219، أيضا استطاعت والدتها التحالف مع تيودور الأول لاسكاريس إمبراطور نيقية، وتم التوصل إلى تحالف الزواج بين تيودور وماري بعد إنكار تيودور زوجته الثانية فيليبا دي أرمينيا.

## إمبراطورة نيقية
كانت ماري إمبراطورة نيقية منذ 1219 حتى نوفمبر 1221 بعد وفاة زوجها تيودور، لم يكن لديهم أبناء ذكور على قيد الحياة، واحدة من بنات زوجته الأولى ماريا لاسكارينا كانت زوجة الملك بيلا الرابع من المجر وأخرى إيرين لاسكارينا كانت متزوجة من يوحنا الثالث دوكاس فاتاتزيس الذي تولى عرش إمبراطورية نيقية، شغلت ماري لفترة قصيرة في منصب الوصاية في نيقية في 1222.

## الوصاية والإمبراطورية اللاتينية
شقيقها روبرت دي كورتيناي خلف والدتها في 1219وتوفي مع أواخر يناير 1228دون وريث بذلك تم تمرير العرش إلى شقيقها الأصغر بلدوين الثاني ذو أحدى عشر عاماً، وبالتالي دون السن القانونية، فانتخب البارونات القسطنطينية ماري كوصية عليه، وبدأت تطلق على نفسها لقب الإمبراطورة استمرت هذه الوصاية حتى وفاتها بعد ثمانية أشهر.